# Lyktstritar
Lyktstritar (Fulgoridae) är en familj i insektsordningen halvvingar som hör till underordningen stritar. Familjen innehåller cirka 800 arter i omkring 125 olika släkten och finns spridd över hela världen, utom i de allra kallaste områdena. De flesta arterna finns i tropikerna och flera av dessa har ganska märkliga och ovanliga huvudformer, något som gett familjen dess vetenskapliga namn.

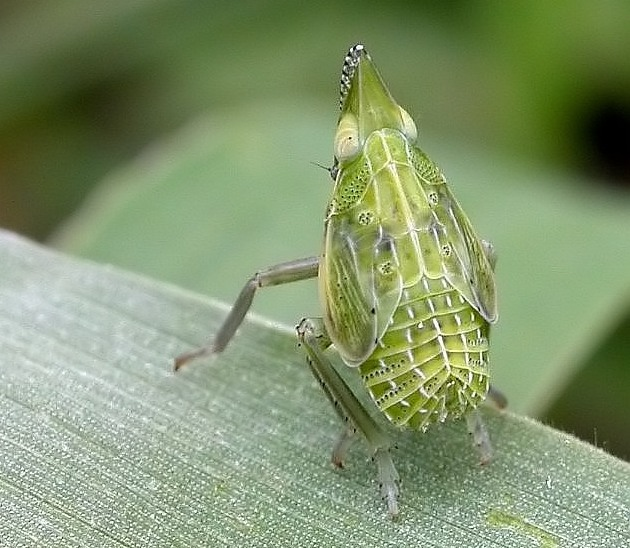
En lyktstrit från Europa, arten Epiptera europea

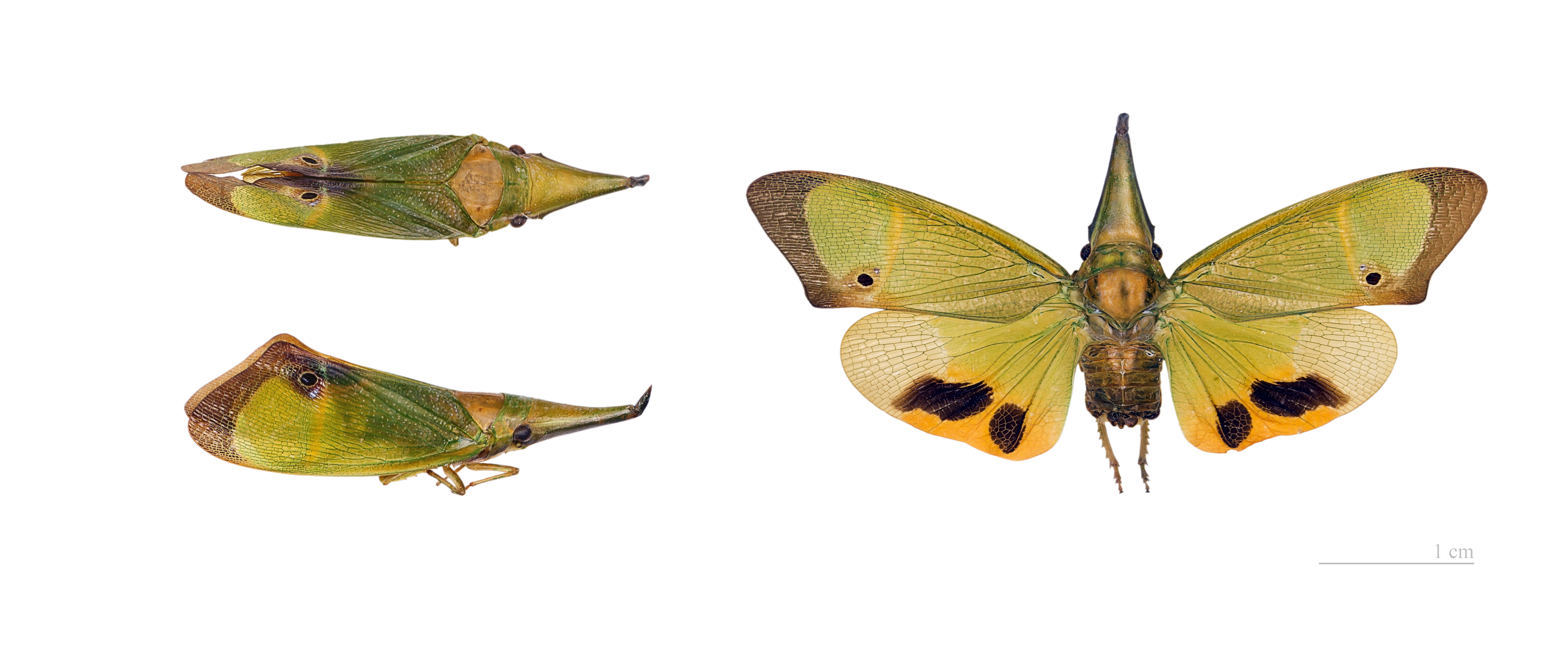
Odontoptera carrenoi

Det svenska namnet lyktstritar avsåg från början främst de två släktena Fulgora och Pyrops, trots att dessa inte producerar något ljus. Dock var det en vanlig tro förr att de kunde det, något som bland annat omtalas i äldre upplagor av uppslagsverket Nordisk familjebok. Även Carl von Linné skrev om detta fenomen, som dock inte kunnat bekräftas genom observationer. Senare kom benämningen att användas om hela familjen Fulgoridae.